# Elspeth Beard
Elspeth Beard (28 de abril de 1959) es una arquitecta y motociclista, conocida por ser una de las primeras mujeres inglesas en dar la vuelta al mundo en moto. Como arquitecta, rediseñó la Torre Munstead de Godalming y ganó el premio  Royal Institute of British Architechs para el Sudeste de Inglaterra, en 1994. Beard tiene la sede de su estudio de arquitectura en un establo reconvertido de este edificio.

## Trayectoria
Beard es directora del estudio Elspeth Beard Architects en Godalming. Obtuvo  su licencia de piloto en 1991. Nunca se ha casado, y tiene un hijo.

## Motociclismo
Aprendió a montar en moto en Salisbury Plain a la edad de 16 años. En 1982, tras cursar su tercer año de arquitectura, comenzó su viaje por el mundo utilizando una BMW R60/6. Para el viaje Beard añadió a la moto una bolsa blanda para el depósito y otra extra amarrada al asiento de atrás. Comenzó el trayecto en la ciudad de Nueva York, Estados Unidos, tras enviar su moto desde el Reino Unido en barco. Desde allí, viajó a Canadá y México y después a Sídney, Australia.
Antes de recorrer en moto  Australia, pasó once meses en Sydney trabajando como arquitecta. En Townsville, Queensland, sufrió un accidente que la dejó hospitalizada durante dos semanas. Después viajó a Singapur donde pasó seis semanas, renovando documentos y equipos importantes que le habían robado, para luego viajar a Asia. En Tailandia, chocó con un perro y se recuperó con una familia local con la que compartió la comida de los restos del perro con el que había chocado. Al coincidir el viaje con el asesinato de la primera ministra Indira Gandhi todo el estado de Punyab permanecía cerrado, por lo que Beard tuvo que falsificar un permiso para salir de la región y poder viajar a Pakistán antes de regresar a Europa a través de Turquía. En 1984 llegó al Reino Unido, después de haber recorrido 56.000 km. Al hacerlo, se convirtió en la primera mujer inglesa en dar la vuelta al mundo en motocicleta.
A su regreso del viaje, hubo una falta de interés por lo que ella había logrado, como declaró en una entrevista: "Cuando volví y nadie mostró interés por lo que había hecho, lo metí todo en el fondo del garaje y seguí adelante con mi vida".
En su autobiografía de 2017 Lone Rider   Beard esta vuelta al mundo.

## Torre Munstead
Después de su hazaña en motociclismo, Beard compró la antigua torre de agua en ruinas Munstead, en Godalming, un edificio de 40 metros construido en 1898. La renovó y en el transcurso de cinco años la convirtió en una casa habitable. La torre apareció en un capítulo de Home Front, en 1995, y ganó el premio del Instituto Real de Arquitectos Británicos para el Sudeste de Inglaterra en 1994. En 2019, Beard y la torre aparecieron en el primer capítulo  de la tercera temporada de Ride with Norman Reedus.

## Publicaciones
- Lone Rider: la primera mujer británica en dar la vuelta al mundo en motocicleta. Autobiografía, 2017, ISBN 9781782438045
- Sola, en moto.  La Mala Suerte Ediciones, 11/2020, ISBN 9788412143638 Traductor: Fernández, Alejandro.